# Zehra Doğan

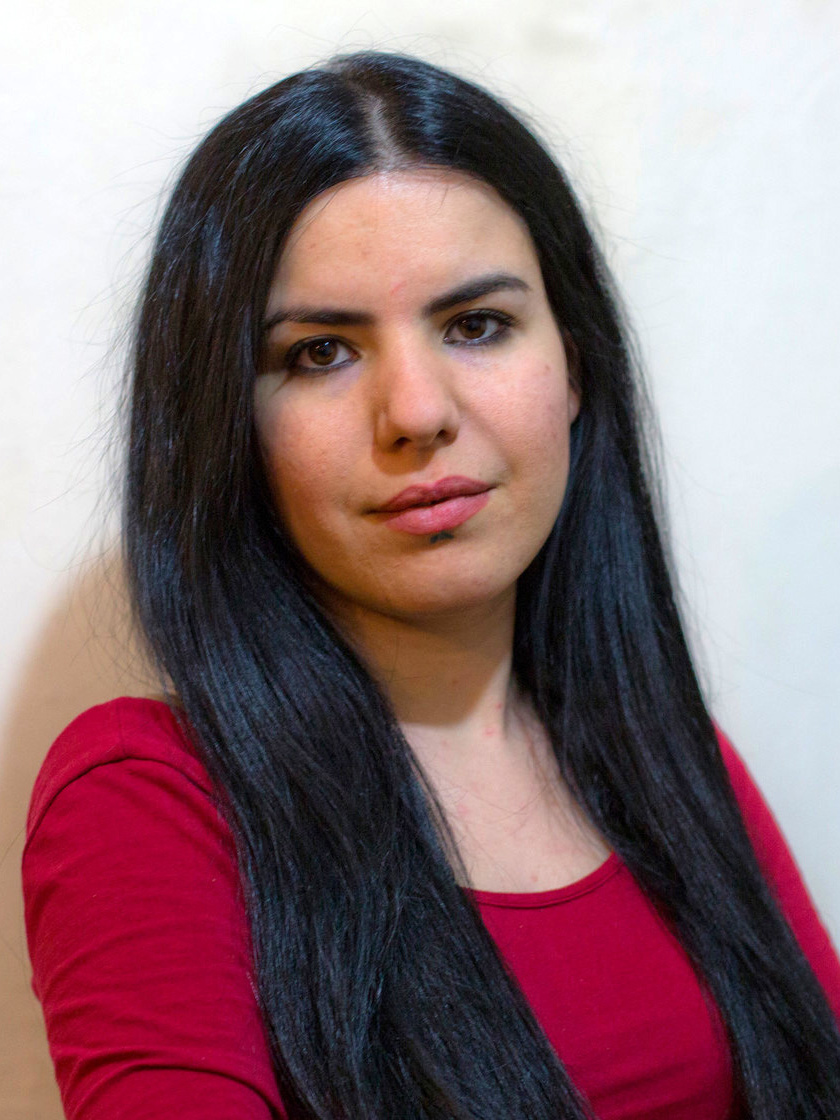
Zehra Doğan (2016)

Zehra Doğan (* 1989 in Diyarbakır, Türkei) ist eine kurdische Künstlerin und Journalistin. Sie erlangte überregional Bekanntheit, weil sie aufgrund eines von ihr gemalten Bildes, das türkisches Militär in der umkämpften türkischen Stadt Nusaybin als Skorpione dargestellt hatte, fast drei Jahre lang inhaftiert wurde.

## Journalistische Tätigkeit
Zehra Doğan studierte Kunst an der Dicle Universität in Diyarbakır. 2010 war sie ein Gründungsmitglied der von Frauen geführten Nachrichtenagentur JINHA. Sie arbeitete für JINHA von 2010 bis zu ihrer Verhaftung im Juli 2016. JINHA wurde am 29. Oktober 2016 per Präsidentenerlass (Dekret 675) geschlossen, mit der Begründung, dass es sich bei JINHA um eine Organisation handle, die mit terroristischen Gruppen in Verbindung stehe und damit gegen die nationale Sicherheit des Staates gerichtet sei. Sie berichtete aus Cizre und Nusaybin, Städten mit überwiegend kurdischer Bevölkerung, in denen Ausgangssperren verhängt wurden, sowie aus Sindschar (Nordirak), Rojava (Nordostsyrien) und weiteren Konfliktzonen. Für ihre Reportage zu den Jesidinnen im Sindschar bekam sie den Metin Göktepe Preis.
Im Gefängnis gründete sie mit Mitgefangenen die Zeitung Özgür Gündem Zindan.

## Prozess und Inhaftierung
Im Juli 2016 wurde sie in Mardin verhaftet und in Untersuchungshaft genommen. Sie wurde der Propaganda für eine Terrororganisation und Mitgliedschaft in einer Terrororganisation angeklagt. Im Dezember 2016 wurde sie bis zur Urteilsverkündung freigelassen. Im März 2017 wurde sie wegen eines Bildes, das sie nach Vorlage einer vom türkischen Militär aufgenommenen Fotografie von Nusaybin während des Ausnahmezustands gemalt hatte, zu 2 Jahren, 9 Monaten und 22 Tagen Haft verurteilt. Am 2. Juni 2017 wurde das Urteil vom Berufungsgericht bestätigt. Am 12. Juni 2017 trat sie ihre Haftstrafe an und wurde zunächst im Gefängnis in Diyarbakir inhaftiert. Während der Haft versuchte Doğan weiterhin künstlerisch aktiv und kreativ zu sein und malte mit allen ihr zugänglichen Materialien, z. B. Getränken, Nahrungsresten und Menstruationsblut, Bilder auf Zeitungspapier etc.
Nach fast drei Jahren Haft wurde sie am 24. Februar 2019 wieder aus dem Gefängnis entlassen.

## Internationale Solidarität
Im August 2017 rief PEN International zur Freilassung von Zehra Doğan auf.
Amnesty International Detmold solidarisierte sich auch mit Zehra Doğan und organisierte eine Ausstellung mit ihren Bildern.
Der chinesische Künstler Ai Weiwei schrieb Zehra Doğan am 15. November 2017 zum „Tag des Inhaftierten Schriftstellers“ einen Brief.
Der Straßenkünstler Banksy malte in New York in der Houston Street ein ca. 21 m langes Graffito, das Zehra Doğan hinter Gitter zeigt und ihre Freiheit verlangte. Über dem Graffiti ist eine fast gleich große Reproduktion des Gemäldes der kurdischen Stadt Nusaybin von Zehra Doğan installiert, für welches sie ins Gefängnis kam.

## Auszeichnungen
- Metin-Göktepe-Journalismus-Preis 2015
- Freidenker-Preis 2017[18]
- Courage in Journalism Award der International Womens Media Foundation 2018[19]